# Tân Tạo A
Tân Tạo A là một phường thuộc quận Bình Tân, Thành phố Hồ Chí Minh, Việt Nam.

## Địa lý
Phường Tân Tạo A nằm ở phía tây quận Bình Tân, có vị trí địa lý:
- Phía đông giáp các phường Bình Trị Đông B và An Lạc
- Phía tây và phía nam giáp huyện Bình Chánh
- Phía bắc giáp phường Tân Tạo.

Phường có diện tích 12,34 km², dân số năm 2021 là 77.515 người,  mật độ dân số đạt 6.281 người/km².

## Lịch sử
Phường Tân Tạo A được thành lập vào ngày 5 tháng 11 năm 2003 trên cơ sở 1.172 ha diện tích tự nhiên và 15.976 người của xã Tân Tạo cũ thuộc huyện Bình Chánh.